# 玅笑寺
玅笑寺（みょうしょうじ）は長野県長野市にある曹洞宗の寺院。山号は洞雲山。「玅」は「妙」の異体字で、表示できない環境では妙笑寺とも表記される。

## 歴史
寺記『信濃国輪住四道場史』によれば、建久8年（1197年）、一庵和尚が信濃国水内郡毛野（現在の飯綱町）に一宇を建立したとされる。明応2年（1493年）上野国長源寺の4世天英祥貞が中興開山となり再建された。当寺は2世如麟和尚から4世徳昌和尚までは四ケ道場（妙笑寺、正眼院、興禅寺、興国寺）の一つであり、5世から6世までは輪住（妙笑寺、興禅寺）の道場であった。天正8年（1580年）7世楊天宗幡が長沼城主・島津忠直の招きにより現在地に遷移し、永百貫文が寄進された。

## 境内
境内は千曲川堤防の近くに位置する。本堂の本尊は釈迦如来坐像、脇侍は普賢・文殊両菩薩に加え、釈迦の高弟である大迦葉、阿難を安置している。観音堂には波頭に竜王の支えている准胝観音が安置されている。鐘楼は宝永7年（1710年）建立で、嘉永2年（1849年）に建て替え、昭和35年（1960年）に再建された。寺には長沼城の表門が保存され、軸物などの宝物も多い。
長沼に移って以来、再三にわたって洪水に遭遇し、本堂の柱には寛保、弘化、嘉永、明治年代の洪水の水位を墨引した記録が残る。令和元年東日本台風（台風19号）でも罹災した。